# Леовски район
Леовски район (на румънски: Raionul Leova) е разположен в Южна Молдова, с площ 755 км2. Негов административен център е град Леова. Населението на района през 2004 година е 51 056 души.

## География

### Населени места
Района се състои от 40 населени места – 2 града, 4 населено място част от градовете и 20 села разделени в 34 комуни (общини).

## Население
Етнически състав
От 51 056 души (2004):
- 43 673 – молдовани
- 3804 – българи
- 1245 – украинци
- 1167 – руснаци
- 432 – гагаузи
- 105 – цигани
- 9 – поляци
- 8 – евреи
- 142 – други националности